# 山岡ミヤ
山岡 ミヤ（やまおか ミヤ、1985年 - ）は、日本の小説家、詩人。本名非公開。

## 経歴
1985年神奈川県生まれ。法政大学社会学部卒業。2017年『光点』で第41回すばる文学賞を受賞。同作で小説家デビューとなる。
また、詩作に関しては、小説家デビュー前、既に『ユリイカ』と『現代詩手帖』にいくつかの詩が掲載されており、小説家デビュー後は『現代詩手帖』2018年5月号に3ページの作品が掲載され、その際、「連作としての詩をひとつにまとめたものをいずれ出したい」と明かした。
すばる文学賞受賞のことばでは、「なにより嬉しいのは、これからもまたやっぱり書けること」と次作以降にも意欲をみせた。
小さいころから絵を描いたり、小説を読んだりするのが好きで、小学生では作文の課題に小説を提出していた。小学2年の時には、その日に見た夢をノートに書いて提出していたが、その際、忘れている細部は創作で補っていたという。
小説を書き始めのころに大阪の織田作之助賞の青春賞に応募し、佳作に選ばれた(別名義)。この時の手応えがデビューへと至る執筆の原動力となったという。
その後、藤沢周のゼミ生になった時に山岡が書いた掌編小説には「花、白い」という非凡なタイトルが付けられていた。また、金原瑞人のゼミ生でもあり、当時、山岡が金原から受けたアドバイスで覚えていることは「自由に書けばいいよ」だったという。
鳥目で乱視、方向音痴であり、また、(比喩なのか現実のことなのか)数字の8がオレンジ、7が赤紫に見えると記した。

## 影響を受けた作家、作品など
山岡ミヤは、インタビューやエッセイなどで、影響された作家や作品をよく話題にし、挙げられる作家、作品は多岐にわたる。
高校1年の時には、図書室で泉鏡花の『外科室』を原稿用紙に書き写し音読していたという。
20歳の夏に原型が出来ていた『光点』を執筆するに際し、内田百閒の『山高帽子』の暗いイメージを重ねたといい、また執筆中、フローベールの『ボヴァリー夫人』に励まされたとインタビューに答えている。
影響を受けた作家・作品として福永武彦『深淵』や、尾崎翠『第七官界彷徨』を筆頭に、藤枝静男『空気頭』、宇野浩二『蔵の中』と、多和田葉子の名前を挙げ、蓮實重彦『「ボヴァリー夫人」論』も、愛読書としている。さらに、大江健三郎『死者の奢り』『性的人間』、中上健次『浄徳寺ツアー』『南回帰船』(中上が原作のマンガ)、多和田葉子に関しては、長編から戯曲まで挙げており、『聖女伝説』『飛魂』『尼僧とキューピッドの弓』『百年の散歩』『動物たちのバベル』(戯曲)『おとま。』(長篇詩。『自動書記日記』より)などに触れた。文学と性の問題に関して語った折りには、蓮實重彦『伯爵夫人』、藤枝静男『田紳有楽』を取り上げ、小さいころから読んできた谷崎潤一郎は自分にとって「エロ本」だったとした。カフカやトーマス・ベルンハルト『消去』にも触れており、特にカフカに関しては、作品中の言葉からインスパイヤされて詩作をしたプロセスについて明かした。

## 『光点』で描いたもの
デビュー作『光点』は、2018年2月5日、単行本発売となった。執筆期間は初稿が2～3週間で、5回の推敲をして５ヵ月以内だったという。
山岡が『光点』で書きたかったのは、「ひと言では言い表せないもの」であり、「これはよかった」などの感想をすぐには言えず、「ずっと頭に残り続けるような(…)何度も読んでしまうものを意識した」。また、私小説的要素はなく、登場人物にもモデルはなく、舞台も実在の場所ではないと語り、ジャンルに縛られず、カテゴライズできないような作品を今後も書いていきたいと話した。
母娘の描写に関しては「特別、母親と娘の関係をひどく書こうと思ったことはないですね(…)この作品に出てくる人達はみんなどこか不器用です」とし、「忙しく疲弊し(…)境遇を受け入れ」ている主人公や登場人物に魅力を感じるとも語った。
また、「何をどう描くか」の問題に触れ、表に現れる「何を」より「どう描くか」が小説にとっては重要であると、文学表現そのものが主題のひとつであることを明かし、それは「描写や文体へのこだわり」という意味以上に、「(文学的な)描写を使ってシーンを際立たせること」にあったと語った。さらに、「最後のシーンが書きたくて全部書き上げた(…)最後のために、その前の百数十ページの石段を上っていった」と、自身ではエンディングを重視していることを明かしたうえで、「ストーリーとしては終わっていないように見える」が、「小説の言葉としてはあそこで終わっていると思っている」と、解説した。
作品を書く際に今後も注意したいのは、男性読者・女性読者のどちらにも寄らず中性的な立場で、そして、問題を決めつけない中立的な立場で書いて行きたいとした。中立的というのは、例えば「工場で働いている人は不幸でお金がある人は幸せ」とか「２０代の女ってこうだ」などと決めつけず、その人物をその人物として探りながら書きたいことだと語った。

## 『光点』の評価
『光点』に対し、マンガ家の松本大洋は、素晴らしかったと絶賛した上で、「本物の文字書きさんの文章を浴びたようでした。ヒリヒリとかっこ良かった。。。。。」と推薦の言葉を寄せている。
初出時の『光点』の選評では、「小説から絶望的な気配が出ていた」(江國香織)、「何か得体の知れないもの、あたらしいものがはみ出していて、魅力だった」(角田光代)、「主人公のふたりも、その家族も、みんな暗い。というか、たくさんの問題を抱えている。どんな問題なのか。それははっきりしない。人間というものがそこに存在している限り、生ずるはずの問題が、そこにある」(高橋源一郎)など、暗さや絶望感を評価する声の中、「細部の描写や表現に光るものを感じた。(…)想像裏の対象への丹念な観察があって、こうした言葉への粘着こそが物語を小説へ脱皮させる」(奥泉光)とか、「行文には遅滞がないのに、どこかいびつな荒れ球の印象を与え(…)そのまとまりの悪さが、負ではない要素として読者の喉もとに残る」(堀江敏幸)という、小説言語を評価した声もあった。また、奥泉光は、「はっきりとは目に見えない細かいたくらみや工夫や狙いが随所に秘められている」と評価する。
他にも、藤沢周は、同作を「(実以子とカムトの)二人で「ヤシロ」の薄暗い空地へと入り、冷えた土に触り、素手で掘り、また埋める。(…)この二人に意志の疎通があるのかというと、ない。おそらく、共感もない。ただ世界の捉え方を失ってしまった姿に共通点がある」と分析し、ブックディレクター幅允孝は、「この小説は何かが特別なのです。ありふれたモチーフや物語の構成なのに、言葉の抽出の的確さや鋭さで読者を揺さぶります」と書いた。
このように、「気配」(江國)、「隙間」(角田)、「それははっきりしない」(高橋)、「どこか」(堀江)、「はっきりとは目に見えない細かいたくらみや工夫」(奥泉)、と作家・批評家たちが評するように、『光点』には、そこに何かがあることは理解できるのに、それをただちに言語化しえない読者の閾域下に働きかける力のようなものがある。このことに関して、山岡自身も対談で「私自身、自分の作品の感想って、言語化できないんじゃないかと思っていたんです」と話し、奥泉の深い読みを歓迎している。
さらに、蓮實重彦は「『光点』の構造をほぼ透視する。地面を踏みつけるある少女の足の裏に向けられた視覚的な記憶と、「わたし」自身の素足で地面に触れる感触とが不穏に通底していると確信したのだ」と、カムトの妹と実以子の(単なる人物配置にとどまらない)テクスト的な構造を分析してみせた。また、「そうした予感をはらむ細部の配置こそが、この優れた小説を他からきわだたせている」と結んだ。

## 著作

### 小説
- 『光点』（ISBN 9784087711356、2018年2月5日、集英社）
  - 初出：『すばる』2017年11月号

### 随筆
- 物語の発端をつかむとき（『青春と読書』2018年1月号）
- ローズネットクッキーで寄り道の予感（『群像』2018年2月号）
- 特別な日はひとしく雨（『新潮』2018年4月号）

### 詩
- 正しくは変化（『ユリイカ』2014年12月号）
- おなじ町に泊まりつづける（『ユリイカ』2015年7月号）
- 真皮まで（『ユリイカ』2015年8月号）
- おんなじ、うみのほし（『現代詩手帖』2015年8月号）
- 終点もしくは地点（『現代詩手帖』2015年10月号）
- 赤心（『ユリイカ』2015年11月号）
- れざんふぁんてりぶる（『現代詩手帖』2018年5月号）

### 対談・インタビュー・アンケート
- 第41回すばる文学賞対談 山岡ミヤ著 『光点』 (『青春と読書』2018年2月号) 奥泉光との対談 (webサイトに採録あり[4]。)
- 週プレNEWS 期待の作家・山岡ミヤが挑む小説の魅力「小さい頃から自分の中での“エロ本”は谷崎潤一郎でした（笑）」
- 週プレNEWS 作家･奥泉光に“たくらみのある”秘め事が魅力と評された、新進気鋭の山岡ミヤ 「中性的に書いていきたいという気持ちがある」
- 新鋭詩人profileアンケート『現代詩手帖』2018年5月号 pp.59.